# Skąpodrzewiak anaplastyczny
Skąpodrzewiak anaplastyczny – nowotwór neuroepitelialny, który prawdopodobnie pochodzi z oligodendrocytów, rodzaju komórek glejowych. W klasyfikacji guzów mózgu Światowej Organizacji Zdrowia (WHO) ten wariant skąpodrzewiaka jest klasyfikowany w III stopniu złośliwości. W przebiegu choroby może przerodzić się w wysoce złośliwą oligodendrogliomę stopnia IV. Jak zdecydowana większość skąpodrzewiaków występuje sporadycznie, bez ustalonej przyczyny i bez dziedziczenia w rodzinie.

## Objawy i symptom
- Napady padaczkowe[4].

Objawy skąpodrzewiaka mogą obejmować:
- Atak
- Ból głowy
- Osłabienie po jednej stronie ciała
- Trudności językowe
- Zmiany w zachowaniu i osobowości
- Problemy z równowagą i ruchem
- Problemy z pamięcią

## Patogeneza
Skąpodrzewiak anaplastyczny należy do grupy rozlanych glejaków i powstaje w ośrodkowym układzie nerwowym (mózgu i rdzeniu kręgowym) z prekursorowych komórek macierzystych oligodendrocytów. Guz ten występuje głównie u dorosłych, ze szczytem częstotliwości w 4 i 5 dekadzie życia.

## Diagnoza
Najważniejszą procedurą diagnostyczną jest obrazowanie metodą rezonansu magnetycznego (MRI). Sporadycznie, poza rutynową diagnostyką, tempo metabolizmu w tkance można zobrazować za pomocą pozytonowej tomografii emisyjnej (PET). Rozpoznanie potwierdza pooperacyjne badanie histopatologiczne. W skąpodrzewiaku anaplastycznym często dochodzi do utraty materiału genetycznego. Około 50% do 70% skąpodrzewiaków anaplastycznych stopnia III wg WHO ma łączną utratę alleli na krótkim ramieniu chromosomu 1 i długim ramieniu chromosomu 19 (delecja 1p / 19q Co). Mutacje te związane są z większym odsetkiem odpowiedzi na radio- lub chemioterapię. Termin oligodendroglioma stopnia III (wysokiego stopnia) zwykle podsumowuje poprzednie diagnozy anaplastycznego lub złośliwego skąpodrzewiaka.

## Rokowanie
Względny 5-letni wskaźnik przeżycia: Wiek 20-44 – 76%; 45–54 – 67%; 55-64 – 45%. Prokarbazyna, lomustyna i winkrystyna są stosowane od 1975 roku. Obecnie trwają badania kliniczne nad zastosowaniem innych metod leczenia.

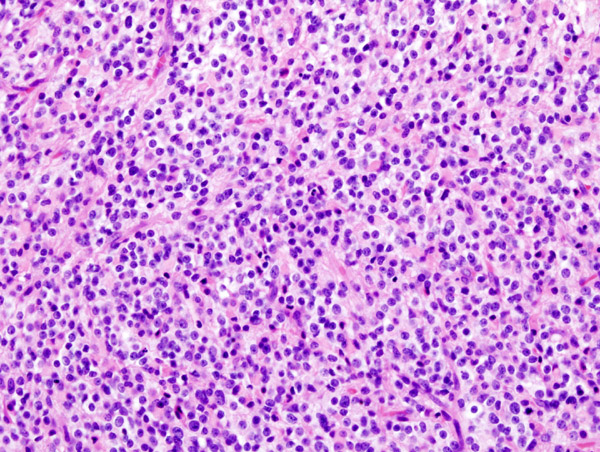
Obraz histopatologiczny skąpodrzewiaka anaplastycznego. Barwienie hematoksyliną i eozyną.
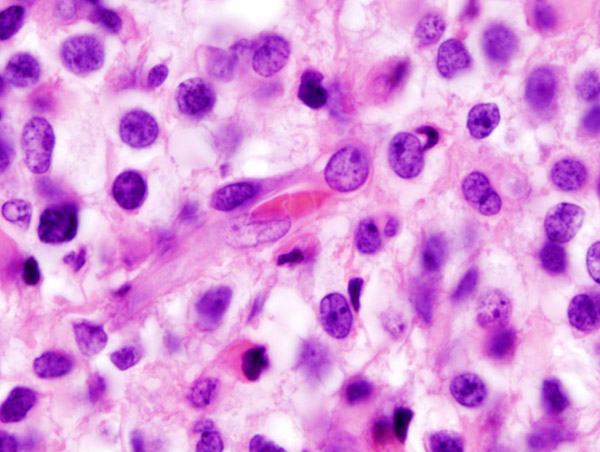
Widoczna nieregularność kształtów komórek i jąder.
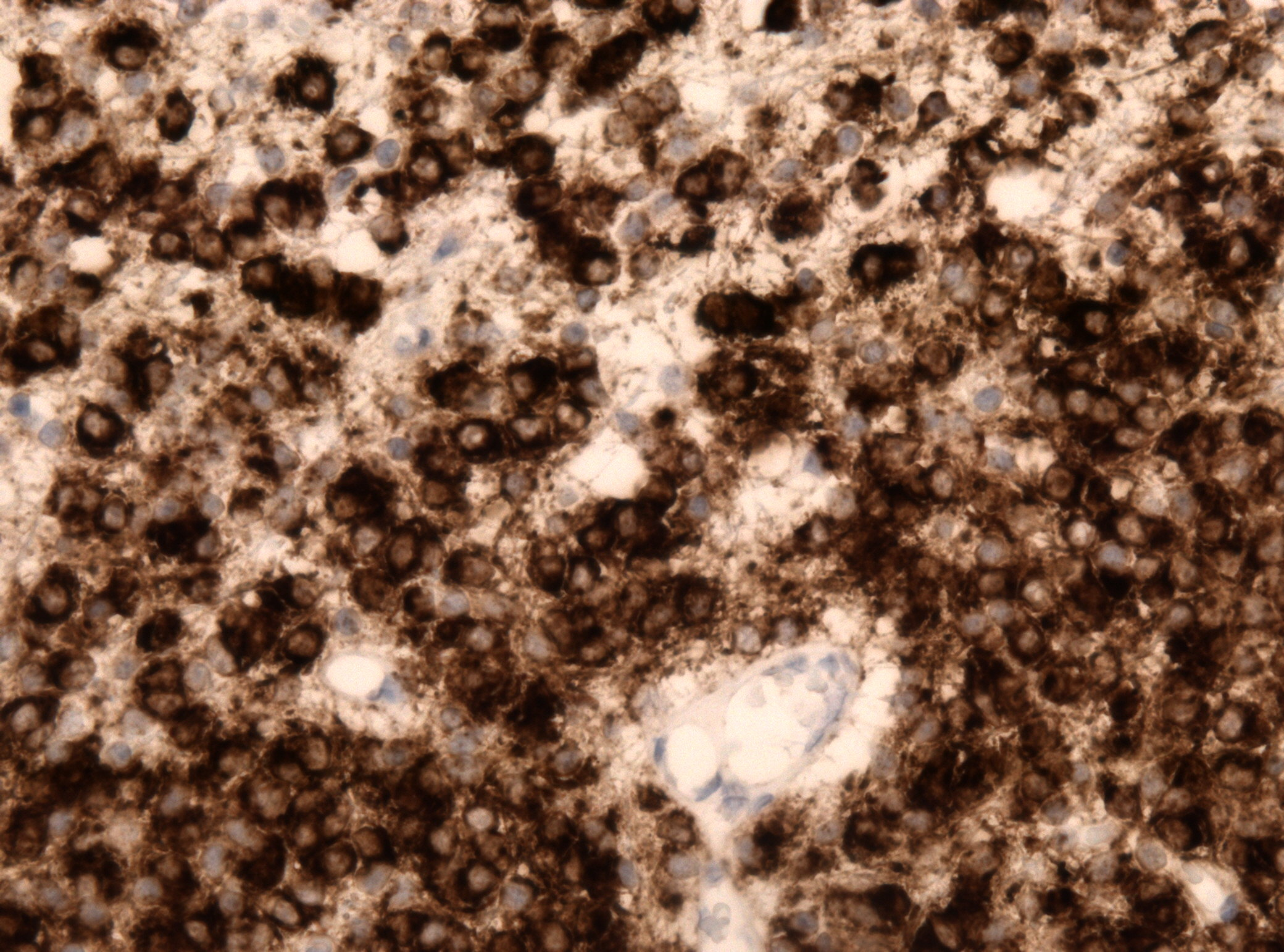
Barwienie preparatu metodą IDH1 R132H.

## Leczenie
Zabieg operacyjny może być wykonany w celu złagodzenia objawów spowodowanych przez guz. Zaleca się doszczętne usunięcie guza, pod warunkiem, że pozwala na to jego lokalizacja. Ponieważ komórki skąpodrzewiaka anaplastycznego zazwyczaj już  w momencie diagnozy naciekają otaczające tkanki, doszczętne usunięcie wszystkich komórek nowotworowych zwykle nie jest możliwe. Marker „1p/19q Codeletion” odgrywa coraz większą rolę w doborze odpowiedniej terapii. 
Ponieważ choroba rozwija się powoli i nie powoduje uciążliwych objawów bólowych, leczenie zaś jest bardzo obciążające dla pacjenta (konieczność zabiegu neurochirurgicznego oraz radio- lub chemioterapii), w wielu przypadkach lekarze podejmują decyzję o czujnej obserwacji i leczeniu objawowym. Leczenie to często obejmuje stosowanie leków przeciwdrgawkowych w przypadku napadów padaczkowych i steroidów w przypadku obrzęku mózgu. Wykazano, że radioterapia, chemioterapia temozolomidem lub prokarbazyną, lomustyną (CCNU) i winkrystyną (według schematu PCV) są skuteczne i są najczęściej stosowaną opcją terapeutyczną w leczeniu radykalnym tych nowotworów.

## Badania

### WHO leczenie radykalne
W przypadku skąpodrzewiaków anaplastycznych III stopnia wg WHO leczenie radykalne (całkowite usunięcie komórek nowotworowych) nie jest możliwe. Badanie retrospektywne z udziałem 1054 pacjentów ze skąpodrzewiakiem anaplastycznym, zaprezentowane podczas kongresu ASCO w 2009 roku, sugeruje, że terapia według schematu PCV może być skuteczna. Mediana czasu do progresji u pacjentów ze współdelecją 1p19q była dłuższa po samym PCV (7,6 roku) niż po samym temozolomidzie (3,3 roku); mediana przeżycia całkowitego była również dłuższa w przypadku leczenia PCV w porównaniu z leczeniem temozolomidem (nie osiągnięto w porównaniu z 7,1 roku). Inne długoterminowe badanie potwierdza, że radioterapia w połączeniu z chemioterapią adiuwantową jest znacznie bardziej skuteczna u pacjentów ze skąpodrzewiakiem anaplastycznym ze współdelecją 1p19q i stała się nowym standardem leczenia w tej grupie pacjentów. Jeśli masa guza uciska sąsiednie struktury mózgu, w praktyce klinicznej można również wykorzystać niedoszczętnie chirurgiczne usunięcie guza w celu odbarczenia pozostałych tkanek. Podczas gdy część badań wskazuje na to, że radioterapia może wydłużyć całkowity czas do progresji u pacjentów nie poddawanych operacji, dostępne są również dane, że biorąc pod uwagę wiek, dane kliniczne, stopień histologiczny i rodzaj operacji, brak jest korzyści z napromieniania co do ogólnego czasu przeżycia.

### Również komunikacja sieciowa
Odkryto, że nowotwory komunikują się ze sobą w dużej sieci, wymieniając substancje niezbędne do przeżycia, a tym samym unikając skutków promieniowania lub chemioterapii. Ważną rolę w rozprzestrzenianiu się choroby odgrywa również komunikacja sieciowa. Komórki nowotworowe są nawet połączone ze zdrowymi komórkami nerwowymi i otrzymują od nich bezpośrednie sygnały – w ten sposób guzy mogą rosnąć szybciej. Badane mechanizmy nie tylko oferują zupełnie nowe wyjaśnienia bardzo agresywnego wzrostu tego typu nowotworów. Oferują również podejścia do nowych terapii – w celu powstrzymania wzrostu guzów mózgu i zwiększenia skuteczności istniejących terapii. W ten sposób rozerwanie, a nawet zniszczenie sieci komórek nowotworowych staje się całkowicie nową zasadą terapeutyczną w onkologii, a pierwsze badania kliniczne opierają się na tych odkryciach.